# Raidi
Raidi, ook wel Ragdi (Driru (Nagchu), augustus 1938 – Peking, 6 juni 2025) was een Tibetaans-Chinees politicus.

## Loopbaan
Hij studeerde af op de Partijschool van het Centrale Comité van de Communistische Partij van China en werd lid van deze partij in oktober 1961, enkele jaren na de opstand in Tibet van 1959.
Tussen 1993 en 2003 was hij voorzitter van het Volkscongres van de Tibetaanse Autonome Regio.
Hij was vicevoorzitter van het Permanente Comité van het Nationaal Volkscongres in de Volksrepubliek China en daarmee de hoogstgeplaatste etnische Tibetaan in China.
Raidi overleed op 6 juni 2025 op 86-jarige leeftijd.